# Locomotiva Thomas și prietenii săi - Aventură pe Insula Ceții
Locomotiva Thomas și prietenii săi este o serie de televiziune bazată pe Seria Căilor Ferate scrisă de Wilbert Awdry, în care ne este prezentată viața unui grup de locomotive și vehicule cu trăsături umane, ce trăiesc pe Insula Sodor.
Acest articol se referă la al patrulea episod-film al serialului, Salvarea de pe Insula Misty (titlu original: Misty Island Rescue). A fost produs în anul 2010 de HIT Entertainment, este precedat de Sezonul 13, și urmat de Sezonul 14. În SUA aceasta este prima producție "Thomas" care a apărut pe Blu-ray, în restul lumii ea a fost lansată pe DVD sau VCD.

## Descriere
Controlorul Gras decide construirea unui centru special pentru situații de urgență pe Insula Sodor. Thomas este trimis să colecteze un lemn special dintr-o parte a insulei pentru a se demara șantierul, însă descoperă cu stupoare ca Diesel i-a furat încărcătura. Mai târziu Thomas îl găsește pe Diesel atârnând periculos pe marginea unui pod prăbușit și cu încărcătura specială a lui Thomas risipită în prăpastia respectivă. Oricum, Thomas nu stă pe gânduri și-l salvează pe Diesel în ultimul moment. Pentru fapta sa eroică Controlorul Gras îl răsplătește cu o excursie pe continent, pentru a manevra acolo noile vagoane cu lemn special. Deoarece vaporul care mergea către continent nu era proiectat să transporte și locomotive, Thomas este pus pe o barjă mică plutitoare legată de spatele vaporului. Însă în acea seară ceva merge prost și lanțul care ținea prinsă barja de vapor, se rupe, lăsându-l pe Thomas în derivă. Peste câteva zile Thomas se trezește pe o insulă parăsită, numită Insula Misty. Însă află că aceasta nu era chiar atât de părasită, întâlnind 3 locomotive miniere prietenoase care îl trag de pe barjă până pe niște șine ruginite. Cei trei se numesc Ferdinand, Bash și Dash, și când insula încă era folosită pentru resursele bogate de lemn, ei au lucrat la fostele fabrici de cherestea. Cei trei îi promit lui Thomas că o să caute o soluție pentru a-l trimite pe Thomas acasă. Între timp vaporul ajuns la destinație pe continent anunță ca au pierdut barja pe mare. Toată Insula Sodor a început să discute despre asta, iar prietenii lui Thomas s-au speriat că nu o să-l mai vadă niciodată. Controlorul Gras îi trimite pe Harold elicopterul și pe noul vaporaș de salvare, Captain, să cerceteze marea. Pe Insula Misty Thomas află multe lucruri despre prietenii săi care îi arată atracțiile insulei. Thomas descoperă că și acolo se află resurse importante de lemn special necesar pentru construcția centrului de salvare, umplându-și câteva vagoane. În cele din urmă cei patru prieteni descoperă un tunel feroviar secret care face legătura între Insula Misty și Sodor pe sub mare. Thomas se întoarce pe Insula Sodor triumfător și le povestește tuturor despre aventurile sale pe Insula Misty și despre noii lui prieteni, Ferdinand și gemenii Dash și Bash. Comunitatea din Sodor decide să încerce să recondiționeze unele părți din Insula Misty.

## Difuzare în România
Acest episod-film a fost difuzat în premieră pe postul TV MiniMax pe data de 31 octombrie 2010. În viitorul apropiat va fi difuzat și pe postul TV JimJam.